# Петер Грасселлі
Петер Грасселлі (словен. Peter Grasselli; нар. 28 червня 1841 Крань —пом. 1933) — словенський політичний діяч, мер Любляни в 1882-1886 роки.

## Біографія
Народився в місті Крани, середню школу закінчив у Лайбахе і юридичний факультет у Відні. Після повернення на батьківщину захопився політикою, видавав і редагував тижневик «Триглав». У 1882 році завдяки словенському більшості в міській раді був обраний першим мером-словенцем Лайбаха. У 1882—1885 рр. був головою Словенської матиці.
Помер в 1933 році.